# 辺戸岬

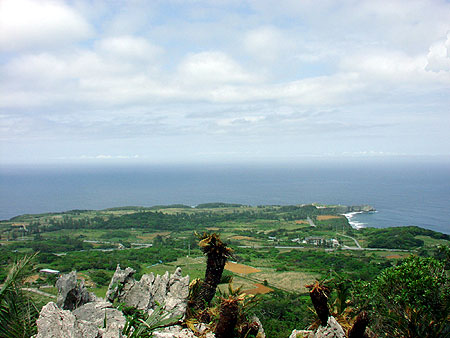
辺戸岬

辺戸岬（へどみさき）は、沖縄県国頭郡国頭村辺戸に属し、太平洋及び東シナ海に面する岬（東経128度15分56秒、北緯26度52分18秒）。沖縄島の最北端（「沖縄県」の最北端は、久米島町の硫黄鳥島）にある。好天の日は、22km離れた奄美群島の与論島や沖永良部島を望むことができる。かつては沖縄海岸国定公園に含まれていたが、2016年に新設されたやんばる国立公園に移管された。

## 地理

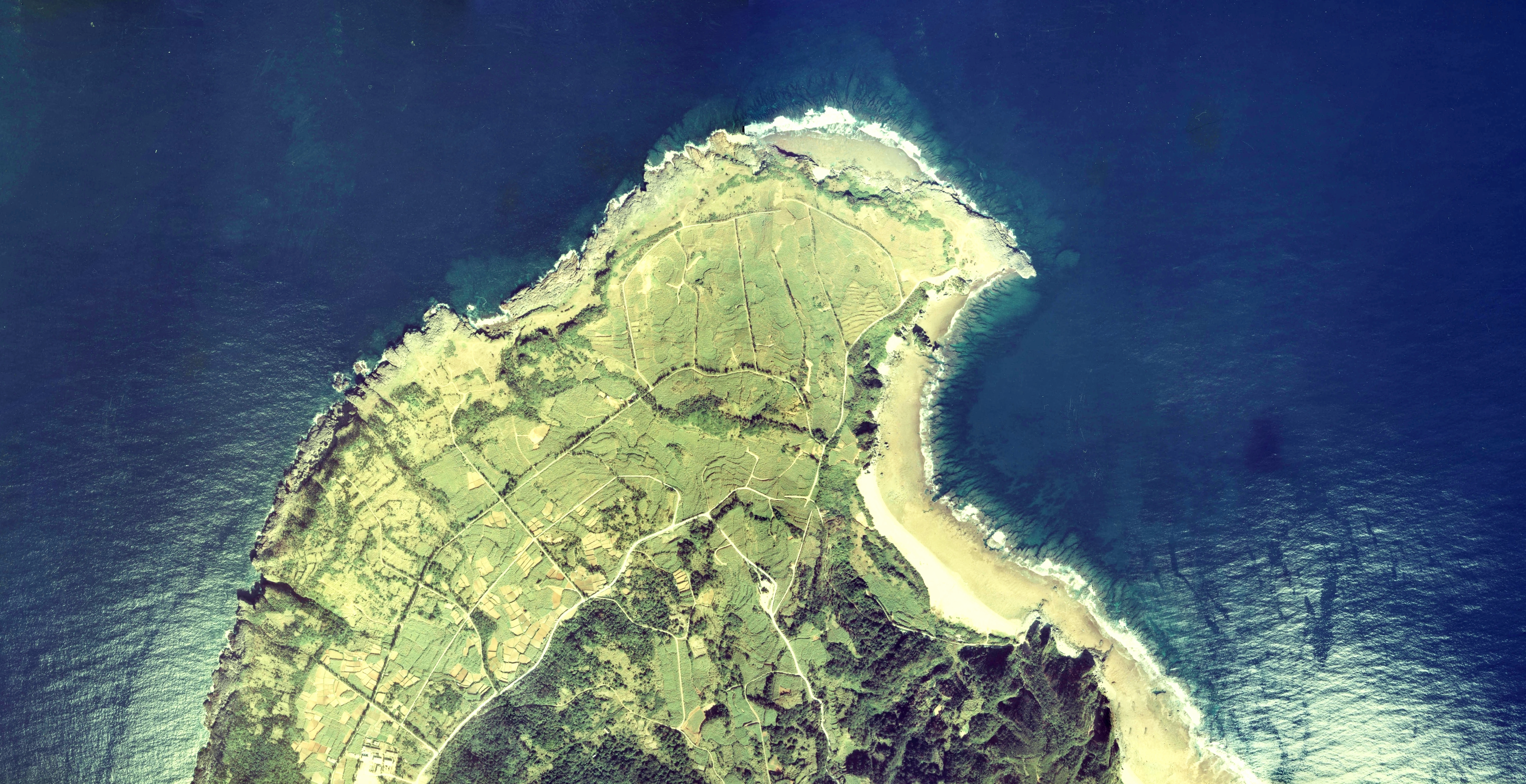
辺戸岬周辺の空中写真。1977年撮影の4枚を合成作成。
。

- サンゴ質の絶壁から成り、岬上は広い台地となっている。
- 沖縄県がアメリカの統治下にあった頃、本土復帰を願って、ここからのろしを上げた。また年に1度、辺戸岬と与論島との間（北緯27度の海上）で、本土との交流集会も行われていた。
- 1972年（昭和47年）の沖縄返還に際して建立された「日本祖国復帰闘争碑」がある。
- 茅打バンタの北側に位置する辺戸岬ドームは、世界的にも珍しい海底の鍾乳洞で、ダイビングスポットとして知られる。

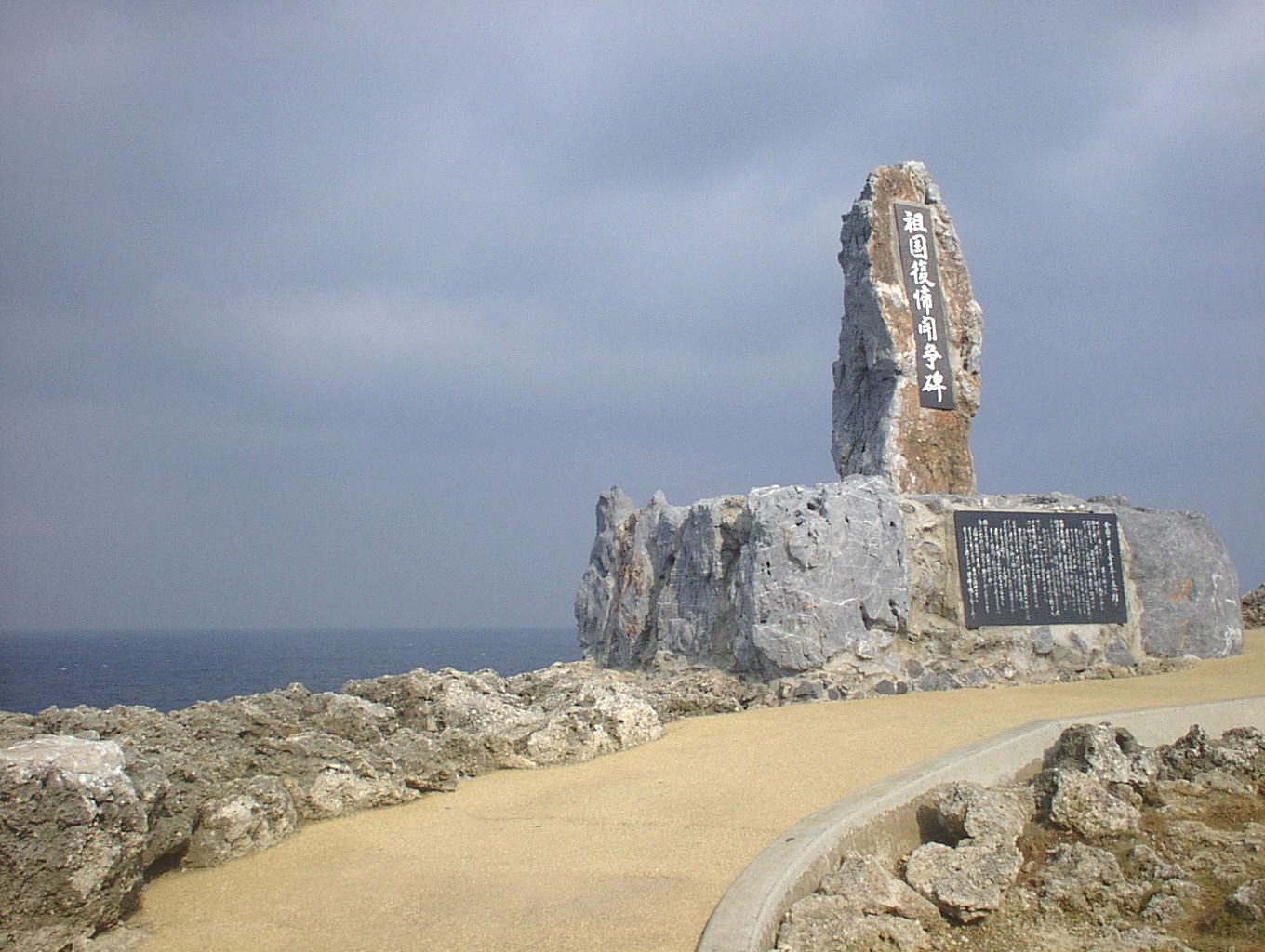
日本祖国復帰闘争碑
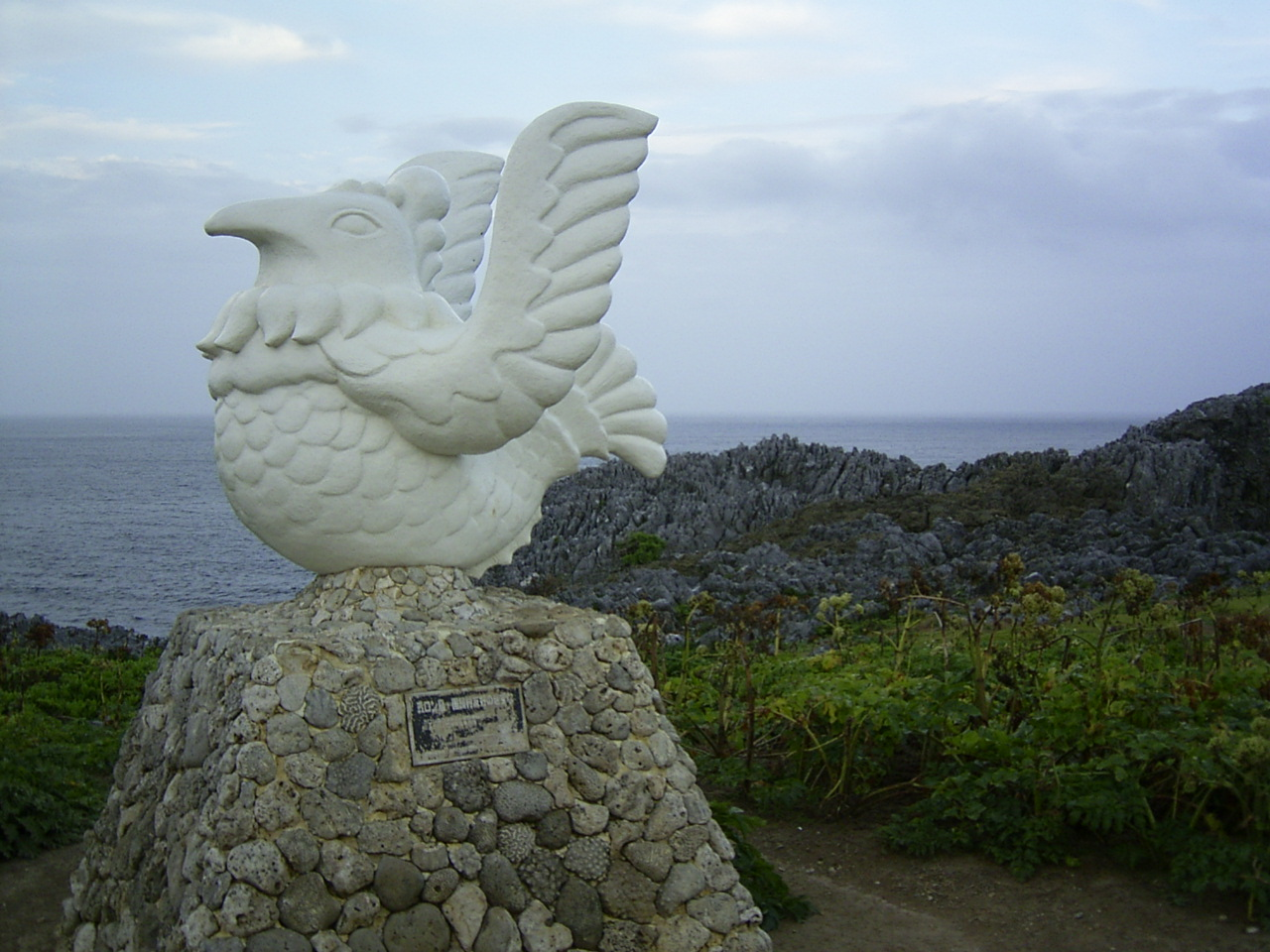
ヨロン島・国頭村友好記念碑
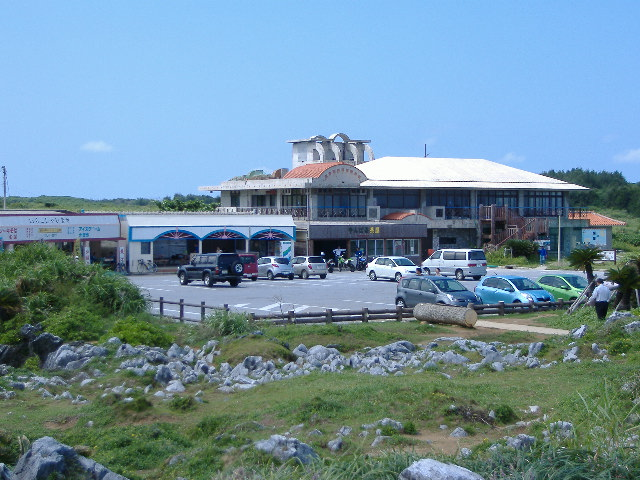
辺戸岬の休憩所
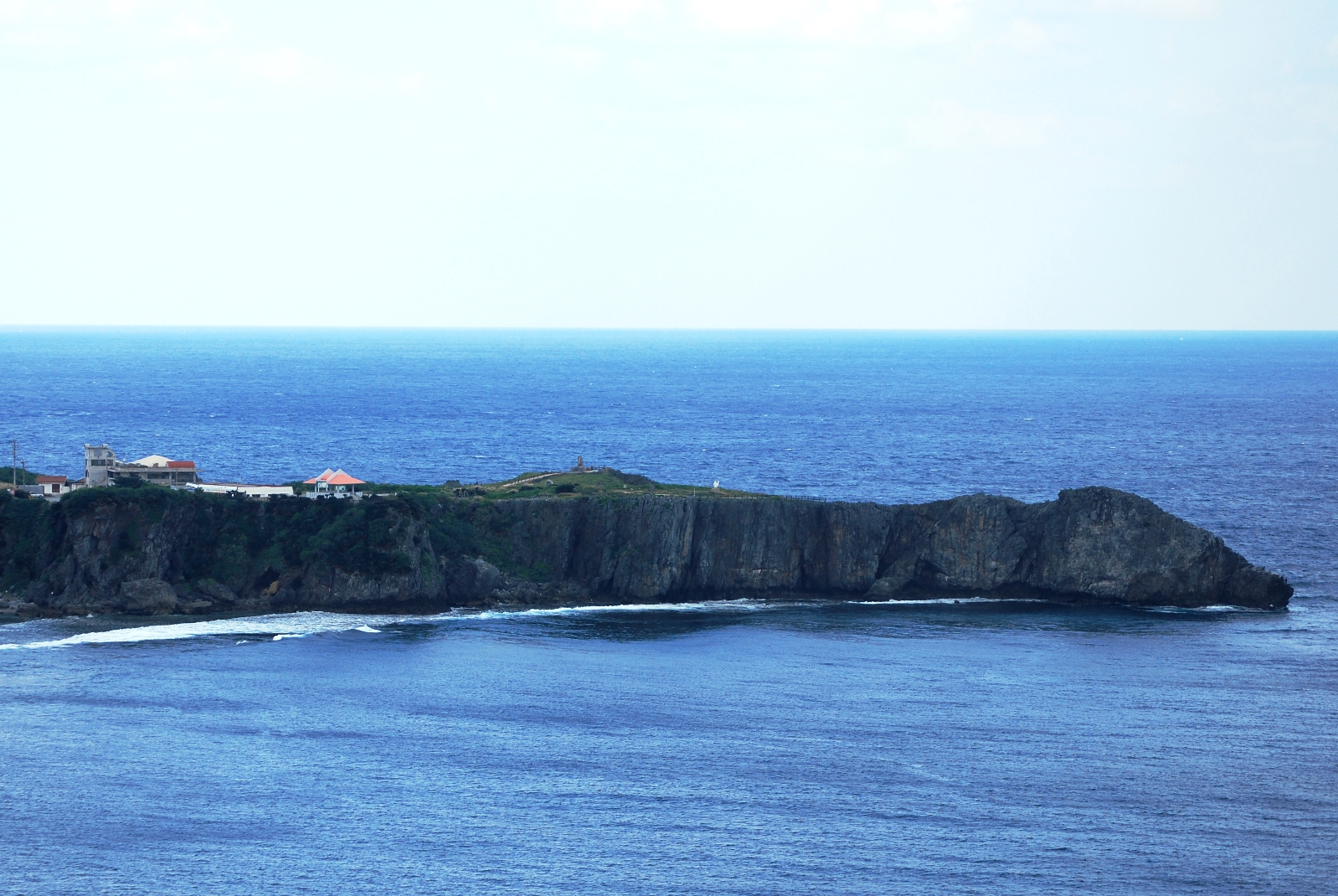
辺戸岬全景

## 周辺の観光地

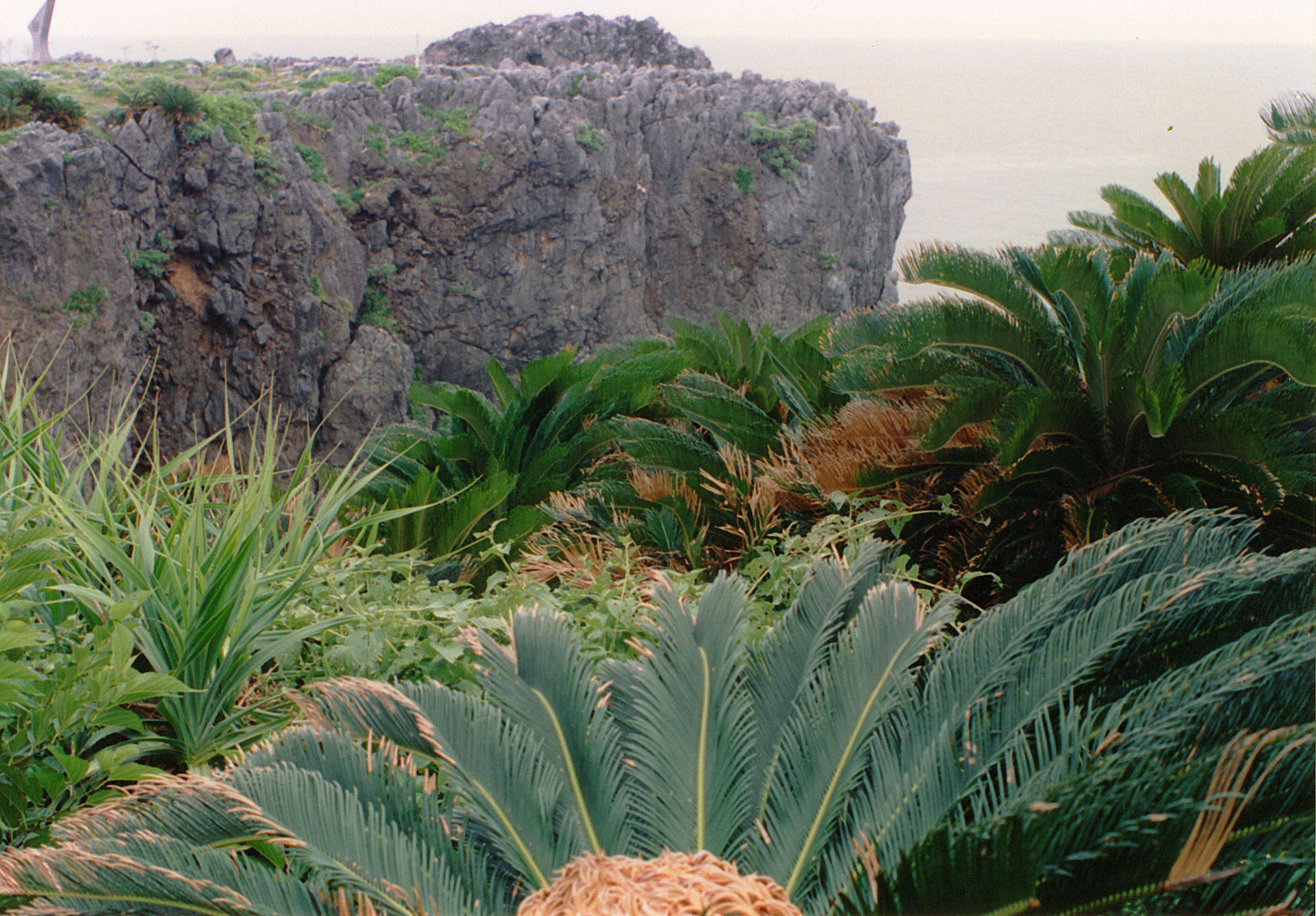
茅打バンタ

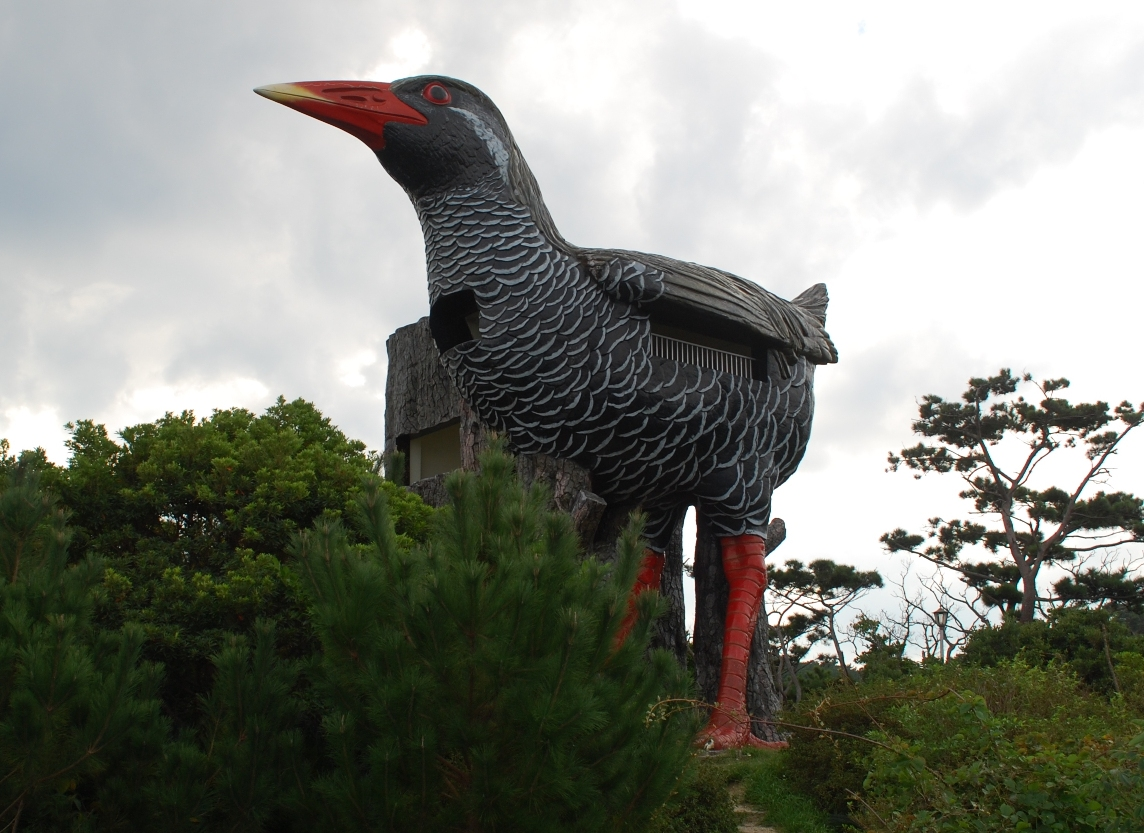
ヤンバルクイナ展望台

- 茅打バンタ - 岬へ至る南西岸の絶壁。かつては交通の難所だったが、現在は国道58号のトンネルが短絡している。
- 奥集落 - 古くからの民家が引き継がれている。奥ヤンバルの里（資料館・宿泊施設）あり。
- 辺戸岬灯台
- ヤンバルクイナ展望台
- ASMUI Spiritual Hikes（旧大石林山）[1]

## 交通

### 路線バス
- 那覇バスターミナル（沖縄都市モノレール線旭橋駅付近）から、名護西線（20番、120番）名護東線（77番）、または高速バス（111番）にて、名護バスターミナルへ。
- 名護バスターミナルより67番・辺土名線（琉球バス交通・沖縄バス）に乗り換えて辺土名バスターミナルへ。
- 辺土名の村営バス待合所より国頭村営バス奥線に乗り換えて辺戸岬バス停、又は辺戸岬入口バス停にて下車。
- 辺戸岬バス停は辺戸岬園地内にある。辺戸岬入口バス停は国道58号沿いにあり、辺戸岬へは徒歩約10分かかる。
- 辺戸岬に行くには国頭村営バス奥線に乗り辺戸岬入口（奥向け下り）で降り、辺戸岬入口十字路を右に曲がって徒歩で行く方法もある。

路線の詳細は沖縄本島のバス路線、国頭村営バスに関しては外部リンクの国頭村のホームページを参照。

### 自動車
- 国道58号利用が便利である（南は80km以上離れた恩納村山田から、東海岸ではうるま市石川東恩納の県道255号（石川バイパス開通前の旧国道329号）から国道58号経由での距離案内が表示されている）。